# 17992 Japellegrino
A 17992 Japellegrino (ideiglenes jelöléssel 1999 JR65) a Naprendszer kisbolygóövében található aszteroida. A LINEAR projekt keretében fedezték fel 1999. május 12-én.